# TeutoRADIO Osnabrück
teutoRADIO  ist ein Radio aus der Region Osnabrück und Ostwestfalen-Lippe. Es ist seit 2001 durch die Landesanstalt für Kommunikation Baden-Württemberg (LfK) als Rundfunkveranstalter zugelassen.

## Geschichte
teutoRADIO startete 2001 neben der Verbreitung in den Kabelnetzen von Osnabrück (Niedersachsen) und in den Kreisen Herford und Minden-Lübbecke (NRW) als einer der ersten Internetradios in Deutschland.
teutoRADIO ist als bundesweites Radio seit 2001 auf Sendung und startete damals zeitgleich mit Studios in Osnabrück (Ufa-Filmpassage) und Bad Oeynhausen (Werre-Park). teutoRADIO betrieb auch den Radiosender "teutoRADIO plus" (Werre-Park-Radio) auf der UKW-Frequenz 88,5 in Bad Oeynhausen. 2009 und 2017 wurde die Lizenz für je weitere acht Jahre verlängert.
Das Programmformat ist Hot-AC-Format, die Zielgruppe liegt zwischen 14 und 49 Jahren.
teutoRADIO ist der ältere Schwestersender des seit 2013 über UKW und Internet verbreiteten Lokalsenders aus und für die Stadt und Landkreis Osnabrück Radio Osnabrück. Sitz von teutoRADIO ist Bad Oeynhausen. 